# .5: The Gray Chapter
.5: The Gray Chapter är Slipknots femte studioalbum, som släpptes den 17 oktober 2014. Det är bandets första album på sex år och även deras första album utan basisten Paul Gray som dog 2010 och trummisen Joey Jordison som lämnade bandet 2013. 

## Bakgrund
Slipknot började att skriva på albumet i slutet av 2013. Gitarristen Jim Root avstod från att turnera med sitt andra band Stone Sour i januari 2014 för att istället kunna ägna sig åt det nya albumet. Sångaren Corey Taylor har gått ut med att albumet ska vara en blandning mellan Iowa och Vol. 3: (The Subliminal Verses), att albumet ska innehålla "vackra melodier" från Vol. 3: (The Subliminal Verses) men även brutala tongångar från Iowa.
Den nye trummisen och den nye basisten ska även ha varit delaktiga under inspelningen. Dessa två nya medlemmar ska uppträda live med nydesignade masker. Båda medlemmarna förekommer i musikvideon till The Devil in I, men medlemmarnas identiteter har ännu inte avslöjats. Under en intervju berättade gitarristen Jim Root att även deras live-basist Donnie Steele var inblandad i inspelningen.
Albumet producerades av Greg Fidelman, som även har jobbat med Metallica, System of a Down och Audioslave. Han har även mixat bandets tredje album, Vol. 3: (The Subliminal Verses).

## Promotion
Den 15 juli 2014 släpptes kortfilmer på 15 sekunder under två veckor, som senare visade sig vara videoklipp till den kommande musikvideon till The Negative One. Den 1 augusti släpptes låten och fyra dagar senare släpptes den fullständiga videon till samma låt, regisserad av Shawn Crahan. Den 13 augusti 2014 släppte bandet omslaget till kommande singeln The Devil in I. Låten släpptes den 24 augusti 2014 och musikvideon släpptes den 12 september 2014.

## Låtlista
1. "XIX" - 3:10
2. "Sarcastrophe" - 5:06
3. "AOV" - 5:32
4. "The Devil In I" - 5:42
5. "Killpop" - 3:45
6. "Skeptic" - 4:46
7. "Lech" - 4:50
8. "Goodbye" - 4:35
9. "Nomadic" - 4:18
10. "The One That Kills The Least" - 4:11
11. "Custer" - 4:14
12. "Be Prepared For Hell" - 1:57
13. "The Negative One" - 5:25
14. "If Rain Is What You Want" - 6:20

### Bonusspår
1. "Override" - 5:37
2. "The Burden" - 5:23

## Medverkande
- (#0) Sid Wilson - turntables
- (#3) Chris Fehn - slagverk
- (#4) Jim Root - gitarr, bas
- (#5) Craig Jones - sampling
- (#6) Shawn Crahan - slagverk
- (#7) Mick Thomson - gitarr
- (#8) Corey Taylor - sång

### Sessionsmusiker
- Alessandro Venturella - bas
- Jay Weinberg - trummor
- Donnie Steele - bas